# Stiepnoje (obwód orłowski)
Stiepnoje (ros. Степное) – wieś (dieriewnia) w Rosji, w obwodzie orłowskim, w rejonie swierdłowskim. W 2010 liczyła 1 mieszkańca.